# Loing
El Loing és un riu de França, afluent esquerre de la Sena, que amb un recorregut de 143 km travessa els departaments del Yonne, Loiret i Sena i Marne.

## Municipis travessats
En els tres departaments següents, el Loing travessa quaranta municipis:
Al Yonne:
Sainte-Colombe-sur-Loing ~ Saint-Sauveur-en-Puisaye ~ Moutiers-en-Puisaye ~ Saint-Fargeau ~ Saint-Martin-des-Champs ~ Saint-Privé ~ Bléneau ~ Rogny-les-Sept-Écluses
Al Loiret:
Dammarie-sur-Loing ~ Sainte-Geneviève-des-Bois ~ Châtillon-Coligny ~ Montbouy ~ Montcresson ~ Conflans-sur-Loing ~ Amilly ~ Montargis ~ Châlette-sur-Loing ~ Cepoy ~ Girolles ~ Fontenay-sur-Loing ~ Nargis ~ Dordives
Al Sena i Marne:
Château-Landon ~ Souppes-sur-Loing ~ La Madeleine-sur-Loing ~ Bagneaux-sur-Loing ~ Saint-Pierre-lès-Nemours ~ Nemours ~ Montcourt-Fromonville ~ Grez-sur-Loing ~ Bourron-Marlotte ~ Montigny-sur-Loing ~ La Genevraye ~ Épisy ~ Orvanne ~ Veneux-les-Sablons ~ Saint-Mammès ~ Darvault ~ Ecuelles.

## Afluents

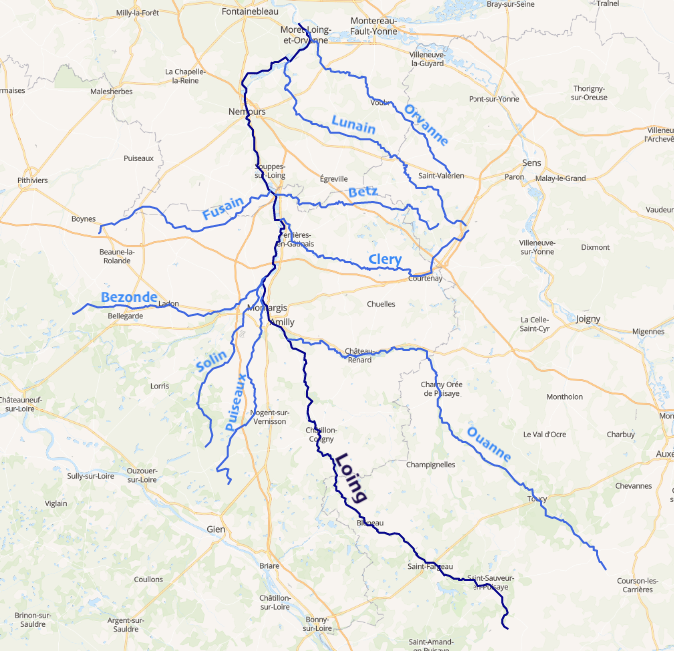
El Loing i els seus afluents de més de 20 km (mapa interactiu)

El Loing s'uneix pels següents afluents, descendint el seu curs des de la seva font.
| Curs d'aigua               | Font                     | Confluent               | Marge    |
| -------------------------- | ------------------------ | ----------------------- | -------- |
| Bourdon                    | Treigny                  | Saint-Fargeau           | Esquerre |
| Ru des Perches             | Saint-Martin-des-Champs  | Saint-Martin-des-Champs | Dret     |
| Chasserelle                | Septfonds, Saint-Fargeau | Bléneau                 | Dret     |
| Milleron                   | Aillant-sur-Milleron     | Châtillon-Coligny       | Dret     |
| Ru Simon                   | Aillant-sur-Milleron     | Montbouy                | Dret     |
| Aveyron                    | Champcevrais             | Montbouy                | Dret     |
| Ouanne                     | Ouanne                   | Conflans-sur-Loing      | Dret     |
| Galissone                  | Saint-Germain-des-Prés   | Amilly                  | Dret     |
| Puiseaux                   | Les Choux                | Montargis               | Esquerre |
| Solin                      | Le Moulinet-sur-Solin    | Châlette-sur-Loing      | Esquerre |
| Bezonde                    | Nesploy                  | Châlette-sur-Loing      | Esquerre |
| Corrent de la Cressonniere | Fontenay-sur-Loing       | Fontenay-sur-Loing      | Dret     |
| Cléry                      | Saint-Loup-d'Ordon       | Fontenay-sur-Loing      | Dret     |
| Betz                       | Domats                   | Dordives                | Dret     |
| Fusain                     | Batilly-en-Gâtinais      | Château-Landon          | Esquerre |
| Ru de Morion               | Souppes-sur-Loing        | Souppes-sur-Loing       | Dret     |
| Lunain                     | Égriselles-le-Bocage     | Épisy                   | Dret     |
| Orvanne                    | Saint-Valérien           | Moret-sur-Loing         | Dret     |

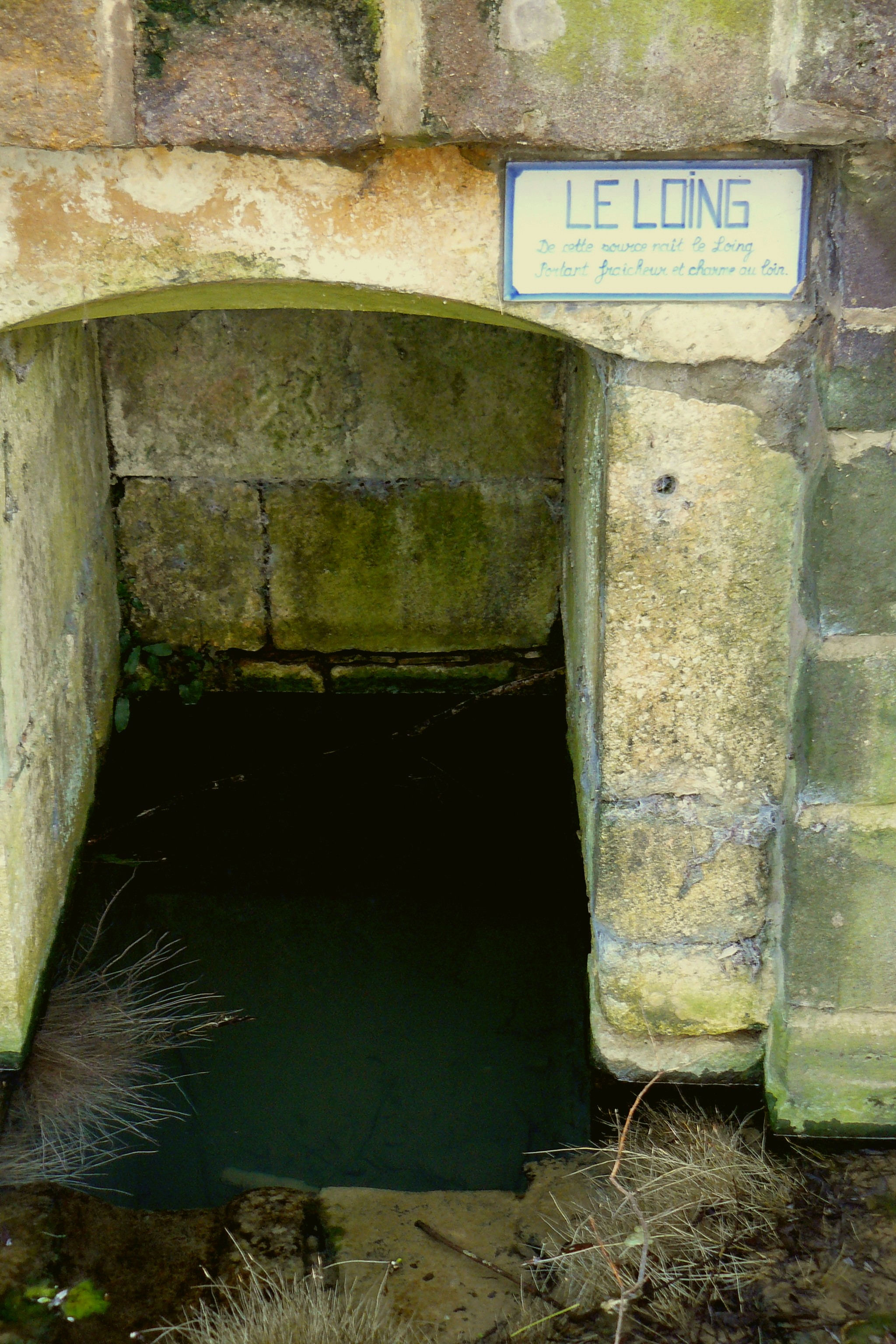
La font del Loing a Sainte-Colombe-sur-Loing
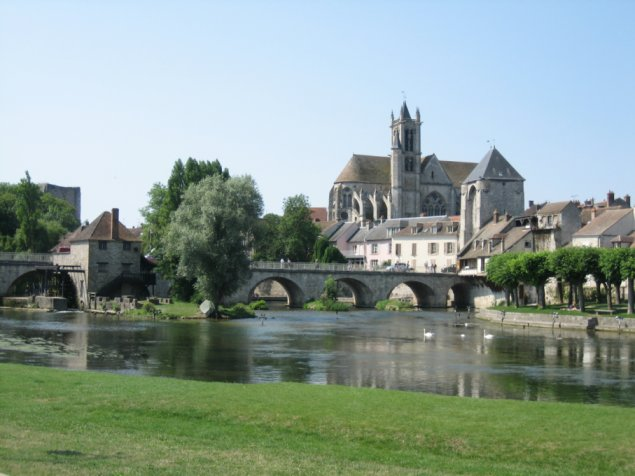
El Loing a Moret-sur-Loing
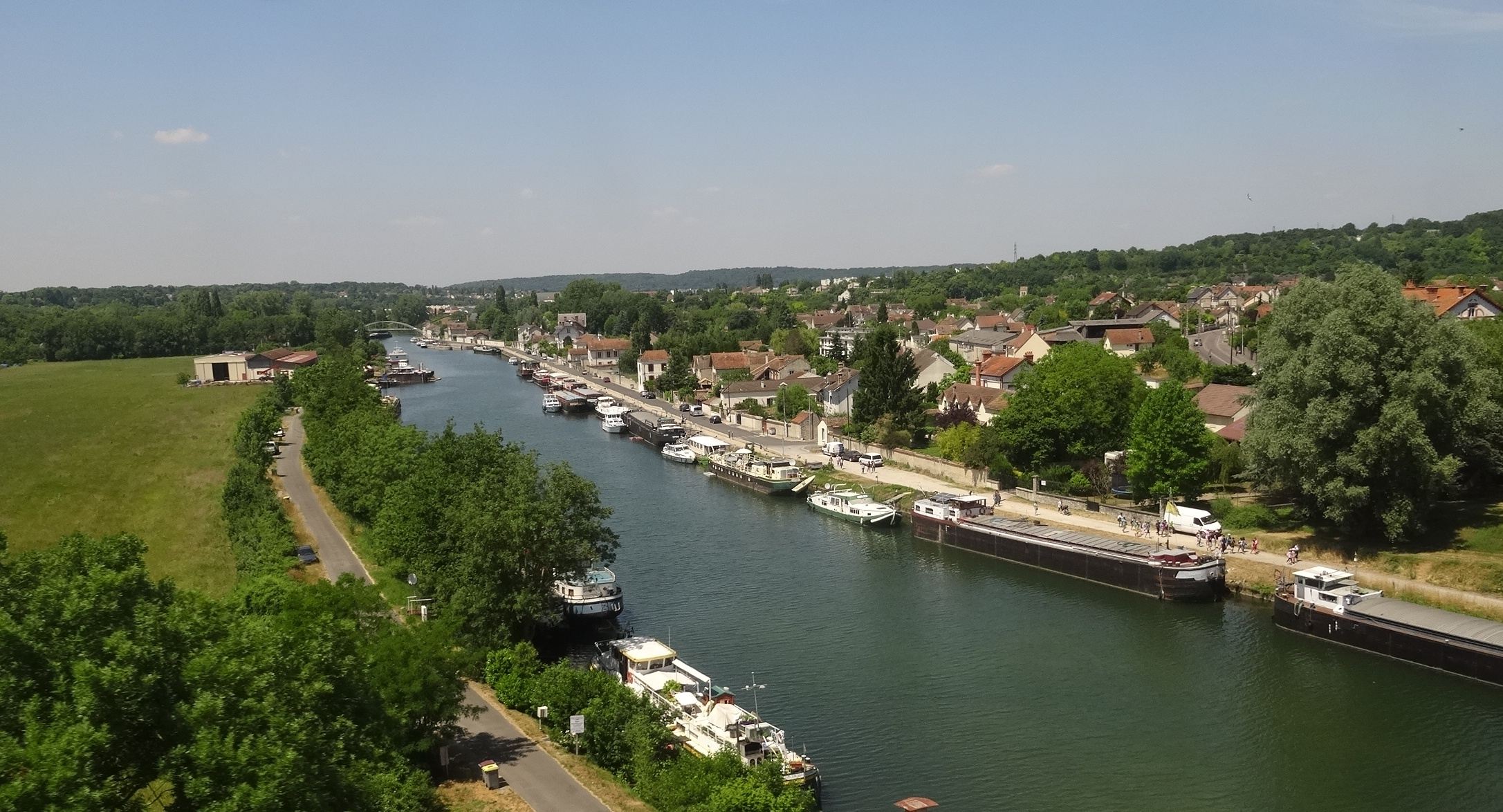
El Loing a Saint-Mammès